# Calamus brachysomus
Calamus brachysomus is een straalvinnige vissensoort uit de familie van zeebrasems (Sparidae). De wetenschappelijke naam van de soort is voor het eerst geldig gepubliceerd in 1880 door Lockington.